# Rheotanytarsus gayaensis
Rheotanytarsus gayaensis är en tvåvingeart som beskrevs av Ree 1992. Rheotanytarsus gayaensis ingår i släktet Rheotanytarsus och familjen fjädermyggor.
Artens utbredningsområde är Sydkorea. Inga underarter finns listade i Catalogue of Life.